# Harald Åkermark

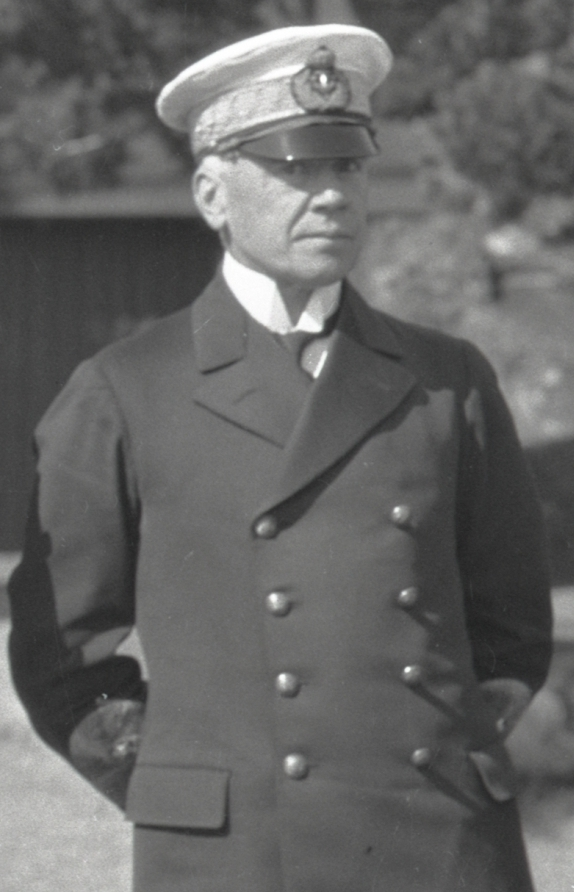
Konteramiral Harald Åkermark.

Carl Harald Åkermark, född 12 september 1873 i Göteborg, död 1 november 1963 i Skeppsholms församling i Stockholm, var en svensk sjöofficer.

## Biografi
Åkermark, som var son till notarius publicus Gudmund Åkermark och Amalia Tranchell, tog examen vid Kungliga Sjökrigsskolan 1894 och blev då utnämnd till underlöjtnant vid flottan. Han utnämndes till löjtnant 1897, kapten 1903, kommendörkapten av andra graden 1916 och första graden 1919, kommendör 1923, konteramiral 1927 samt viceamiral 1934.
Åkermark tjänstgjorde i tidigare år på patrull- och torpedbåtar, bland annat som fartygschef på HMS Wasa och HMS Svea. Den fortsatta karriären inom torpedvapnet ledde till befattningar inom torpedavdelningen vid Stockholms örlogsstation och som chef för Marinförvaltningens torpedavdelning. År 1927 fick Åkermark befälet över Kustflottan, de första åren som dess högste befälhavare och från 1931, efter en ändring av befattningsbenämningen, var han chef för samma organisation. År 1933 blev han chef för Marinförvaltningen och kvarstod där till sin pensionsavgång och inträde i reserven fem år senare.
I samband med krigsutbrottet 1939 återgick Åkermark i tjänst och placerades som chef för Västkustens marindistrikt fram till 1942.
Åkermark blev ledamot av andra klassen 1921 och ledamot av första klassen 1927 av Kungliga Krigsvetenskapsakademien. Han blev även ledamot av Kungliga Örlogsmannasällskapet 1908 och hedersledamot 1927. Han är begravd på Galärvarvskyrkogården i Stockholm.

## Utmärkelser

### Svenska utmärkelser
- Kommendör med stora korset av Svärdsorden, 6 juni 1934.[4]
- Kommendör av första klassen av Svärdsorden, 16 juni 1928.[5]
- Kommendör av andra klassen av Svärdsorden, 15 september 1926.[6]
- Riddare av första klassen av Svärdsorden, 1915.[7]
- Riddare av Nordstjärneorden, 1918.[8]
- Riddare av första klassen av Vasaorden, 1908.[9]

### Utländska utmärkelser
- Storkorset av Lettiska Tre Stjärnors orden, tidigast 1928 och senast 1930.[10][11]
- Första klassen av Chilenska förtjänsttecknet, 1930.[11][12]
- Kommendör av andra graden av Danska Dannebrogorden, tidigast 1921 och senast 1925.[13][14]
- Kommendör av Franska Hederslegionen, 1930.[11][12]
- Riddare av Franska Hederslegionen, tidigast 1910 och senast 1915.[15][16]
- Kommendör av andra klassen av Finlands Vita Ros’ orden, tidigast 1925 och senast 1928.[10]
- Kommendör av Italienska kronorden, tidigast 1925 och senast 1928.[10][14]
- Kommendör med svärd av Nederländska Oranien-Nassauorden, tidigast 1925 och senast 1928.[10][14]
- Kommendör av Norska Sankt Olavs orden, tidigast 1921 och senast 1925.[13][14]
- Riddare av tredje klassen av Ryska Sankt Annas orden, 1909.[15][17]